# Kocurek
Kocurek (tytuł oryg. Tomcats) – amerykański film fabularny z 2001 roku w reżyserii Gregory'ego Poiriera.

## Obsada
- Jerry O’Connell jako Michael Delaney
- Shannon Elizabeth jako oficer Natalie Parker
- Jake Busey jako Kyle Brenner
- Horatio Sanz jako Steve
- Jaime Pressly jako Tricia
- Kam Heskin jako Kimberly
- Dakota Fanning jako dziewczynka w parku

## Fabuła
Grupa przyjaciół umawia się, że ten z nich, który najdłużej pozostanie singlem, w przyszłości otrzyma sporą sumę pieniężną z utworzonego przez nich specjalnego funduszu. Po siedmiu latach w stanie kawalerskim pozostaje już tylko dwójka z nich: Michael i Kyle. Michael jest rysownikiem i ma poważne problemy finansowe. Postanawia więc za wszelką cenę wyswatać kolegę tylko po to, by zdobyć zgromadzone pieniądze.